# テリー・ローリングス
テリー・ローリングス（Terry Rawlings、1933年11月4日 - 2019年4月23日）は、イングランドの編集技師。

## 人物
英国アカデミー賞やアカデミー賞にノミネートされた経験がある。1977年までは音響編集者として活動していた。
アメリカ映画編集者協会の会員である。
2019年4月23日、イギリス・ハートフォードシャーの自宅で死去。85歳没。

## フィルモグラフィ
- センチネル The Sentinel (1977)
- ウォーターシップダウンのうさぎたち Watership Down (1978)
- エイリアン Alien (1979)
- ピラミッド The Awakening (1980)
- 炎のランナー Chariots of Fire (1981)
- ブレードランナー Blade Runner (1982)
- 愛のイエントル Yentl (1983)
- レジェンド/光と闇の伝説 Legend (1985)
- F/X 引き裂かれたトリック F/X (1986)
- The Lonely Passion of Judith Hearne (1987)
- 風の惑星/スリップストリーム Slipstream (1989)
- ダブルチェイス/俺たちは007じゃない Bullseye! (1990)
- 星の流れる果て Not Without My Daughter (1991)
- エイリアン3 Alien3 (1992)
- ノー・エスケイプNo Escape (1994)
- パラダイスの逃亡者 Trapped in Paradise (1994)
- 007 ゴールデンアイ GoldenEye (1995)
- セイント The Saint (1997)
- 追跡者 U.S. Marshals (1998)
- エントラップメント Entrapment (1999)
- ヤング・ブラッド The Musketeer (2001)
- ザ・コア The Core (2003)
- オペラ座の怪人 The Phantom of the Opera (2004)

## 受賞歴
アカデミー賞
- ノミネート: 編集賞 - 1981年『炎のランナー』

アメリカ映画編集者協会賞
- 受賞: 生涯功労賞 - 2005年

英国アカデミー賞
- ノミネート: 音響賞 - 1969年『裸足のイサドラ（英語版）』『恋する女たち』
- ノミネート: 編集賞 - 1979年『エイリアン』
- ノミネート: 編集賞 - 1981年『炎のランナー』
- ノミネート: 編集賞 - 1982年『ブレードランナー 』